# Asystasia schliebenii
Asystasia schliebenii är en akantusväxtart som beskrevs av Gottfried Wilhelm Johannes Mildbraed. Asystasia schliebenii ingår i släktet Asystasia och familjen akantusväxter. Inga underarter finns listade i Catalogue of Life.